# Teiiči Macumaru
Teiiči Macumaru (japonsko 松丸 貞一), japonski nogometaš, * 28. februar 1909, Tokio, Japonska, † 6. januar 1997.
Za japonsko reprezentanco je odigral tri uradne tekme.